# تپه مال امیری سفلی
تپه مال امیری سفلی مربوط به دوره اشکانیان است و در شهرستان صحنه، بخش مرکزی، روستای گاماسیاب واقع شده و این اثر در تاریخ ۱۸ خرداد ۱۳۸۴ با شمارهٔ ثبت ۱۱۸۶۴ به‌عنوان یکی از آثار ملی ایران به ثبت رسیده است.